# Ahrgau
Der Ahrgau (auch Argau) war eine mittelalterliche fränkische Gaugrafschaft, die sich entlang der Ahr im heutigen nördlichen Rheinland-Pfalz erstreckte, aber auch – vor allem nach Auflösung des Odangaus – bis an die Tore Bonns (der Kottenforst gehörte noch zum Ahrgau) heranreichte.
Urkundliche Erwähnung fand der Ahrgau unter den Namen „Arisco“ (880), „pagus Aroensis“ (882), „Argowe“ (1064) und „Archgouwe“ (1065).

## Territorium
Der Ahrgau gehörte zu Ripuarien in Niederlothringen und zum Sprengel des Erzbistums Köln, das ein nach ihm benanntes „Ahrdekanat“ (Decanatus Areuensis) hatte.
Im Süden grenzte der Ahrgau an den Mayenfeldgau auf der Linie von Rheineck den Vinxtbach hinauf bis zur Hohen Acht; im Westen an den Eifel- und Zülpichgau entlang des Adenaubachs bis zur Ahr, den Vischbach, die Sürsch und die Swist entlang; im Norden an den Bonngau; im Osten trennte der Rhein den Ahrgau vom Auelgau.

## Gaugrafen
Urkundlich erwähnte Grafen im Ahrgau waren:
- Sigbod, auch Sybodo, 930, Stifter des Klosters Steinfeld[2][3]
- Sikko, 1064
- Bertold oder Bertoldus, 1065[4]
- Sicco, 1074

Die Gaugrafen des Ahrgaus gelten als die Vorfahren der Grafen von Are.
Der 1074 genannte Graf Sicco dürfte der Vater des Grafen Dietrich I. von Are gewesen sein.